# Fichtelberggebiet
Fichtelberggebiet este o arie protejată (arie de protecție specială avifaunistică — SPA) din Germania întinsă pe o suprafață de 2.602 ha, integral pe uscat.

## Localizare
Centrul sitului Fichtelberggebiet este situat la coordonatele 50°26′40″N 12°54′50″E / 50.4444°N 12.9139°E.

## Înființare
Situl Fichtelberggebiet a fost declarat arie de protecție specială avifaunistică în noiembrie 2006 pentru a proteja 12 specii de animale.

## Biodiversitate
Situată în ecoregiunea continentală, aria protejată nu include niciun habitat protejat.
La baza desemnării sitului se află mai multe specii protejate de  păsări (12): minunița (Aegolius funereus), Anas platyrhynchos platyrhynchos, buha (Bubo bubo), barză neagră (Ciconia nigra), cristeiul de câmp (Crex crex), ciocănitoare neagră (Dryocopus martius), ciuvică (Glaucidium passerinum), ciocănitoare verzuie (Picus canus), mărăcinar (Saxicola rubetra), cocoșul de mesteacăn (Tetrao tetrix tetrix),  cocoș de munte (Tetrao urogallus), mierlă gulerată (Turdus torquatus).